# تاریخ لهستان
تاریخ لهستان نتیجه مهاجرت اسلاوها به سرزمینهای کنونی لهستان در سده‌های میانی آغازین و اقامت دائمیشان در آنجاست.

## ماقبل تاریخ
در دوران پیشاتاریخ و آغاز تاریخ، یعنی از حدود ۵۰ هزار سال پیش انسان‌ها در لهستان امروزی زندگی می‌کرده‌اند و مانند مرم نواحی مجاورشان عصر سنگ و برنز و آهن را گذراندند. در دوران نوسنگی و حدود سال ۵۵۰۰ قبل از میلاد مسیح گروه‌های متعلق به فرهنگ لینربندکرامیک از نواحی اطراف رود دانوب به سمت لهستان مهاجرت کردند و در آن ساکن شدند که این تمدن با ظهور اولین جوامع کشاورزی در حدود سال‌های ۴۰۰۰ تا ۲۵۰۰ ق. م کم از میان رفت.
عصر برنز در لهستان از حدود ۲۳۰۰ ق. م و عصر آهن از حوالی ۷۰۰ قبل از میلاد در لهستان آغاز شدند. در این دوران تمدن‌هایی در لهستان شکل گرفت و اقوام سلت و ژرمن وارد خاک این سرزمین شدند که در حدود سال ۵۰۰ میلادی این اقوام طی دوره مهاجرت‌ها از خاک لهستان خارج شدند. در همین زمان بود که بالت‌ها در سواحل دریای بالتیک سکنا گزیدند و اقوام اسلاو بنا به تحقیقات باستانشناسی از حدود ۱۵۰۰ سال پیش در لهستان حضور پیدا کردند. اقوام اسلاو در قالب قبایل مختلف که به صورت کلی قبایل لهستانی خوانده می‌شوند طی سده‌های ۹ و ۱۰ میلادی در اطراف رود ویستولا، ساحل دریای بالتیک و لهستان بزرگ نخستین شکل‌های ساختار سیاسی و تشکیل کشوری به نام لهستان را به وجود آوردند.

## خاندان پیاست (سده ۱۰–۱۳۸۵ میلادی)

### میشکو اول
در زمان دودمان پیاست بود که لهستان به عنوان یک کشور ایجاد شد. این دودمان که طی سده‌های ۱۰ تا ۱۴ میلادی بر لهستان حکم می‌راند به موجب اسناد با سلطنت میشکو اول آغاز می‌شود. سلطنت میشکو اول در حوالی سال ۹۶۳ میلادی آغاز می‌شود و تا مرگش در سال ۹۹۲ ادامه می‌یابد. او تحت تأثیر همسرش که یک مسیحی پرشور و شعف بود در سال ۹۶۶ به مسیحیت گروید و این اتفاق که به غسل تعمید لهستان معروف است باعث پیوستن لهستان به جوامع مسیحی غربی گشت و به‌طور نمادین آغاز ایجاد کشور لهستان دانسته می‌شود. میشکو اول با متحد کردن قبایل اسلاو غربی سنگ بنا کشور جدید را پایه‌گذاری کرد. پس از او حکمرانان بعدی به ترویج مسیحیت، تقویت کشور و پروراندن فرهنگ به خصوص ملت لهستان که جزئی از فرهنگ‌های اروپایی بود پرداختند.

### بولسواو کبیر
پسر میشکو اول، دوک بولسواو اول (۹۹۲–۱۰۲۵ میلادی) نام داشت. او کلیسای کاتولیک در لهستان را پایه‌گذاری کرد، سرزمین‌های جدیدی را به خاک لهستان الحاق کرد و در نزدیکی روزهای انتهایی عمرش در سال ۱۰۲۵ میلادی رسماً به عنوان اولین پادشاه لهستان تاج‌گذاری نمود. او نقش مهمی در گسترش مسیحیت در سرزمین‌های شرق اروپا داشت. در سال ۱۰۰۰ میلادی اتوی سوم امپراتور روم مقدس اسقف‌نشین گینیزنا را به رسمیت شناخت که قدم مهمی در تأیید هویت مستقل کشور لهستان بود. پس از مرگ اتوی سوم، بولسواو اول جنگ طولانی را از سال ۱۰۰۲ تا ۱۰۱۸ بر علیه پادشاهی آلمان آغاز کرد.

### دودمان پیاست تحت حکمرانی کازیمیر اول، بولسواو دوم و بولسواو سوم
جنگ‌های طولانی و حکمرانی پر هزینه بولسواو اول منابع کشور را به انتها کشاند و باعث سقوط سلطنت گشت تا آنکه کازیمیر اول توانست بار دیگر کشور را متحد کند. پسر او بولسواو دوم به جرم زنا توسط کلیسا تکفیر شد و به همین دلیل فرمان قتل اسقف کراکوف را صادر کرد. این عمل او شورش اشراف و نجبا لهستان را موجب گشت و در نتیجه بولسواو دوم از حکمرانی خلع و از کشور تبعید شد. اولین تاریخ‌نگاری از لهستان در دوران بولسواو سوم در سال ۱۱۱۶ میلادی نوشته شد که یکی از مهم‌ترین منابع مکتوب در مورد تاریخ ابتدایی لهستان است.
== خاندان یاگیلون == است

## جنگ جهانی دوم
در پی وقوع حادثه گلایویتس، جنگ جهانی دوم با گلوله‌باران مواضع نیروهای لهستانی در وسترپلاته توسط نبردناو شلسویگ-هولشتاین و تهاجم آلمان به لهستان از روز ۱ سپتامبر سال ۱۹۳۹ آغاز شد. حملات هوایی لوفت‌وافه علیه ورشو، ووچ، چنتستوخووا، کراکوف و پوزنان صورت گرفت. با پیشروی سریع نیروهای ورماخت در عمق خاک لهستان در نخستین بلیتس‌کریگ تاریخ، تا روز ۶ سپتامبر فرماندهی عالی لهستان دست از طرح پیشین برای دفاع از مرزها کشید. تا پایان هفته دوم ورشو به محاصره مهاجمان درآمد. طبق توافقات نظامی پیشین، انتظار می‌رفت لهستان برای دو هفته در برابر دشمن مقاومت کند تا متفقین غربی با نیروی زیادی مرزهای غربی آلمان را مورد حمله قرار دهند. در این موقعیت لهستانی‌ها این انتظار را عملی کردند اما متحدانشان به وعده خود پایبند نبودند. این متحدان غربی جز اعلان جنگ به آلمان در روز ۳ سپتامبر، هیچ اقدام خاص دیگری برای دفاع از لهستان صورت نداند. روز ۱۷ سپتامبر ارتش سرخ شوروی نیز بر مبنای توافق سری با آلمان، بدون اعلان قبلی، از شرق وارد خاک لهستان شد تا کار این کشور یک‌سره شود. علت این اقدام، خطاب به سفیر لهستان در مسکو، «محافظت از ساکنان بلاروس غربی و اوکراین غربی در نبود حاکمیت جمهوری لهستان» اعلام شد. البته با وجود خواست آلمان بر حمله همزمان، به نقل از نورمن دیویس، تاریخ‌دان لهستانی-بریتانیایی، شوری بر مبنای «اصل کفتار» تهاجم خود را تا زمانی که کارزار به نیمه رسیده بود، به تأخیر انداخت. در این حال لهستانی‌ها در موضع ضعف راهبردی، فنی و سیاسی قرار داشتند. درحالیکه دولت لهستان این شهر را ترک کرده بود، مدافعان ورشو تا روز ۲۷ سپتامبر به مقاومت ادامه دادند. رئیس‌جمهور و برخی فرماندهان ارشد نظامی لهستان از طریق مرز مشترک به رومانی گریختند. پیش از آن که قوای شوروی مسیر شرقی و جنوبی را قطع کند، ده‌ها هزار نفر از سربازان و غیرنظامیان لهستانی هم از مرز رومانی و مجارستان گذر کردند. آخرین یگان میدانی لهستانی روز ۵ اکتبر در کوتسک تسلیم شد. به هر صورت مبارزه لهستانی‌ها زان پس از خارج از کشور یا به صورت زیرزمینی ادامه پیدا کرد. در این نبرد تقریباً یک‌ماهه نیروهای مسلح لهستان ۶۰ هزار کشته و ۱۴۰ هزار مجروح دادند. مقدار بسیار بیشتری از غیرنظامیان نیز متحمل تلفات شدند.
بر مبنای توافقی که آلمان و شوروی در روز ۲۸ سپتامبر حاصل کردند، لهستان از خط رودهای بوگ و سان بین دو طرف تقسیم شد. هر یک «مهندسی سیاسی» خود را بر اراضی اشغالی اعمال نمودند. آلمانی‌ها بلافاصله جمعیت یهودیان را از دیگران جدا و در گتوها متمرکز کردند. تورم بیش از ۳۰۰ درصدی و کمبود مواد غذایی فشار زیادی بر مردم لهستان می‌آورد.

## جمهوری خلق لهستان

### حکومت نظامی و پایان کمونیسم
در اثر تنشهای سیاسی در از میانه‌های دسامبر ۱۹۸۱ تا دسامبر ۱۹۸۲ که رژیم شوروی توانست نسبتاً تنشها را کاهش دهد، در لهستان حکومت نظامی اعلام شد
با به قدرت رسیدن میخائیل گورباچف دلیل شرایط نامناسب اقتصادی و سیاسی شوروی و بلوک شرق، وی مجبور به آغاز یک سری اصلاحات سیاسی شد که به نوبه خود سبب تغییر شرایط در لهستان نیز شد. در اثر تشدید شرایط بد اقتصادی از ۲۵ آوریل ۱۹۸۸ تا ۲۲ اوت این سال اعتصابات سراسر لهستان را فراگرفته بود. سرکوب‌های انجام شده به خصوص از جانب میلیشیای خلقی دیگر برای خاموش کردن اعتراضات کافی نبود. در ۲۶ اوت فرمانده قوای مسلح برای مذاکره با اعتصاب‌کنندگان اعلام آمادگی نمود و ۵ روز بعد با لخ والسا دیدار کرد و روز پس از آن اعتصابات پایان یافتند. سرانجام در روز ۱۸ دسامبر ۱۹۸۸ کمیته‌ای شامل یکصد نفر از رهبران جنبش و با مدیریت اتحادیه همبستگی برای انجام مذاکره با سران حکومت تشکیل شد. این کمیته به بخش‌های مختلف تقسیم شد تا هر بخش در زمینه‌ای خاص درخواست‌ها و مطالبات مردمی را مدون کنند. روز ۲۷ ژانویه ۱۹۸۹ در دیدار والسا با نمایندگان دولت، گروهی که قرار بود در مذاکرات موسوم به «میزگرد» شرکت کنند مشخص و تعیین شدند. این گروه شامل ۲۰ نفر از اتحادیه همبستگی، ۲۰ نفر از سوی حکومت، ۱۴ نفر مستقل و ۲ روحانی بود. اولین جلسه مذاکرات در ششم فوریه تشکیل شد. این مذاکرات تا پنجم آوریل به طول انجامید. بر اساس توافق طرفین اتحادیه همبستگی مجدداً حزبی قانونی قلمداد شد و اولین انتخابات نیمه آزاد در روز ۴ ژوئن ۱۹۸۹ برگزار شد. این انتخابات با پیروزی اتحادیه همبستگی به پایان رسید و راه را برای تغییرات وسیع بعدی باز نمود.

### گذار از کمونیسم

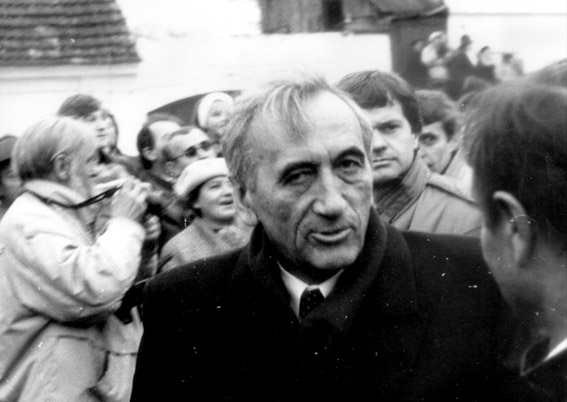
تادوش مازویچی، یکی از رهبران اتحادیه همبستگی سولیدارنوشچدر ۱۹۸۹ به نخست‌وزیری رسید